# Ancamna

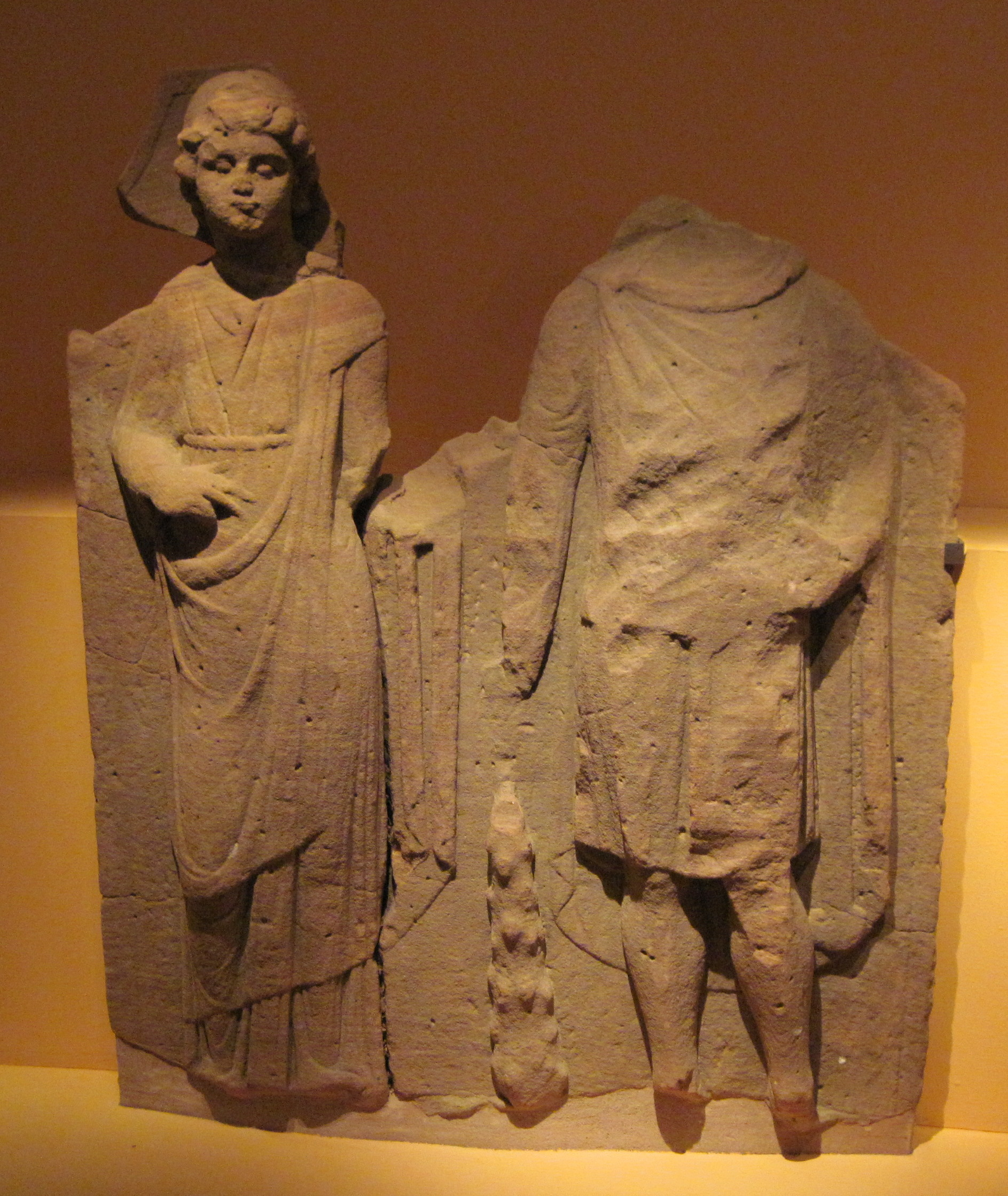
Flachrelief der gallischen Göttin Ancamna und Mars Smertrius. Ursprünglich aus Freckenfeld, Kreis Germersheim.

Ancamna ist eine gallo-römische Wasser- und Quell-Göttin der keltischen Mythologie, die besonders in Teilen des Moseltales verehrt wurde, in Trier (Augusta Treverorum, Tempelbezirk Irminenwingert) und Ripsdorf zusammen mit Mars Lenus, in Möhn mit Mars Smertulianus.

## Überlieferung
Ancamnas Altäre in Trier waren ebenso der Anbetung von Mars wie anderen Genien der Treverer geweiht. Es ist naheliegend, deshalb auch in Ancamna eine Stammesgottheit zu sehen. Im Heiligtum von Möhn wurden Votivgaben für Ancamna, Mars Smertulianus und einen lokalen Genius cucullatus gefunden. In Luxemburg fanden Ausgräber ein bronzenes ex voto für Inciona und Lenus Mars Veraudunus; eine Verbindung zwischen Ancamna und Inciona wird vermutet, ist aber derzeit nicht eindeutig beweisbar.